# Coeur – Im Herzen der Wege Europas
Die Wanderroute CoEUR – Im Herzen der Wege Europas, der Pfad, der verbindet (italienisch CoEUR – Nel Cuore dei Cammini d’Europa, il sentiero che unisce) ist ein System von Wander- und Pilgerwegen, das historisch, religiös, kulturell und landschaftlich bedeutsame Stätten und die beiden wichtigsten europäischen Pilgerwege miteinander verbindet: den Jakobsweg und die Via Francigena.

## Ursprünge
Die Ursprünge von CoEur gehen in die 1990er Jahre zurück, als einige Berggemeinschaften (Comunità Montane) der Provinzen Biella und Verbano (Mosso-Tal, die Täler Valsessera und Valsesia sowie Cusio-Mottarone) im Rahmen des Projekts „Die Täler des Glaubens“ (italienisch Le Valli della Fede) einen historischen Weg ermittelten, der mit den Reisen des hl. Karl Borromäus im Oberen Piemont zusammenhängt. Aus diesen Untersuchungen ist der „Weg des hl. Carlo“ (Cammino di San Carlo) hervorgegangen. Dieser führt von Arona nach Viverone (Verbindung mit der Via Francigena). Er diente dann als Basis, um mithilfe weiterer historischer Wanderrouten wie dem „Weg der Völker“ (Via delle Genti) Richtung Verbano, Tessin und über den Gotthardpass eine Verlängerung herzustellen und das Kloster Einsiedeln zu erreichen, die wichtigste katholischen Wallfahrtsstätte in der Schweiz und Etappe der „Via Jacobi“, dem Schweizer Weg nach Santiago de Compostela. Diese Aufeinanderfolge von Routen und Wegen bildet eine Verbindung zwischen der Wallfahrtsstätte von Oropa und derjenigen von Einsiedeln, die zu den namhaftesten marianischen Wallfahrtsorten der Alpen gehören und Bilder von Schwarzen Madonnen aufbewahren.

## Wege

### „Weg von San Carlo“ – „Cammino di San Carlo“
Der Weg von San Carlo folgt den Schritten und Etappen des hl.  Carlo Borromeo auf seinen zahlreichen Pilgerreisen zwischen Lago Maggiore (Langensee), Valsesia, der Gegend von Biella und dem Canavese und führt zu den Orten, an denen dieser Mailänder Heilige verehrt wird. Unterwegs trifft man auf Kirchen, Oratorien und Altäre, die von der Erinnerung an seine Reisen leben.
Die historische Dokumentation und die architektonischen Zeugnisse rekonstruieren eine Reiseroute in zwölf Etappen, die von Arona ausgeht und sich in Viverone mit der „Via Francigena“ verbindet, nachdem sie die wichtigsten Sacri Monti („Heilige Berge“) und Wallfahrtsorte von Verbano, Cusio und der Gegend von Biella berührt hat.

### „Weg der Völker“ – „Via delle Genti“
So heißt die Straße, die von Arona am Lago Maggiore bis nach Brissago, Locarno, Bellinzona und dann aus dem Tessiner Tal ins Gebirge zum Gotthardpass führt, der den südlichen Kanton Tessin mit den zentral-nördlichen Kanton Uri verbindet.

### „Weg der Spiritualität“ – „Via Spiritualità“
Dieser von der Verwaltungsbehörde der Schutzgebiete des Ossola-Tals (Eschental) und vom Landschaftspark Binntal geförderte Weg vereinigt das Gommer Dorf Ernen mit Baceno und Domodossola über alte gepflasterte Saumpfade. Von Domodossola führt der Weg am Ostufer des Toce durch das Antigorio-Tal und dann weiter bis zum Albrunpass, der die Verbindung zum Kanton Wallis darstellt, um in Ernen zu enden.
Der Weg wurde nach Verbania verlängert und die Hauptroute von CoEUR über Ornavasso mit Radwegen versehen.

### „Marktweg“ – „Via del Mercato“
Dieser historische Weg beginnt in Domodossola und durchquert das Vigezzotal und das Centovalli bis nach Locarno. Die Strecke folgt den Wegen und Saumpfaden der Via del Mercato, die einst von italienischen und Schweizer Händlern zum Transport ihrer Waren zu Fuß oder auf Maultieren benutzt wurde. Zu Beginn des 20. Jahrhunderts wurde die Centovallibahn in der anfänglichen Absicht eröffnet, den Handel zu fördern, sie ist heute zu einer Touristenattraktion geworden.
Auf halber Strecke befindet sich die Wallfahrtsstätte  Madonna del Sangue von Re zwischen dem Ossolatal und dem Lago Maggiore, ein Ziel zahlreicher Pilgerfahrten, die aus den Orten der umliegenden Täler wie Cossogno und Cannobio kommen.

### „Rundweg von San Carlo“ – „Circuito di San Carlo“
Im Cannobinatal wurde ein Netz von Pfaden geschaffen, das den alten Wegachsen folgt, die die verschiedenen Talbereiche verbanden und vom hl.  Carlo Borromeo benutzt wurden, als er die Pfarrei von Cannobio besuchte. Auf dem nach dem Heiligen benannten Rundweg kann man das Cannobinatal mithilfe von didaktischen Tafeln durchwandern.

### „Albrun-Weg“ – „Via dell'Arbola“
So heißt der Weg, der jahrhundertelang das Herzogtum Mailand mit dem Wallis verbunden hat. Der Name dieser Straße geht auf den Monte Arbola und den darunterliegenden gleichnamigen Pass (Albrunpass, 2400 m ü. M.) zurück. Die Strecke verläuft auf Wegen und Saumpfaden, die von Baceno ins Binntal und in obere Goms führen.

### „Die Hexen von Croveo“ – „Le streghe di Croveo“
Die Wanderroute verbindet die Orte Baceno mit Croveo, einem Gebiet, das für die zahlreichen Hexenverbrennungen im Lauf der Jahrhunderte bekannt ist. An den Wegen informieren Tafeln über Legenden, Volksglauben, historische Prozessakten, Hexensabbat-Szenen, Hexen- und Folterwerkzeuge.

## UNESCO-Welterbe-Stätten
Die Wanderroute CoEUR vereinigt und verbindet neun Stätten, die zum UNESCO-Weltkulturerbe gehören.
Der Sacro Monte Madonna del Sasso von Locarno hat seine Kandidatur für die Anerkennung des Sacro Monte und der Wallfahrtskirche als Welterbe vorgelegt.
Zwei in der Schweiz:
- Monte San Giorgio
- Bellinzonas Burgen:
  - Castelgrande
  - Castello di Sasso Corbaro
  - Castello di Montebello

Sieben in Italien:
- Fünf Sacri Monti:
  - Sacro Monte di Oropa
  - Sacro Monte di Varallo
  - Sacro Monte d’Orta
  - Sacro Monte di Ghiffa
  - Sacro Monte di Domodossola
- Zwei Prähistorische Pfahlbauten um die Alpen:
  - Viverone
  - Lagoni di Mercurago

Der Sacro Monte Madonna del Sasso von Locarno hat seine Kandidatur für die Anerkennung des Sacro Monte und der Wallfahrtskirche als Welterbe vorgelegt.

## Naturschutzgebiete
Entlang der Wanderroute trifft man sowohl in der Schweiz als in Italien auf zahlreiche Parks und Naturschutzgebiete und durchquert sie.
- Project Parco Nazionale del Locarnese (CH)[8]
- Naturschutzgebiet in Palagnedra (CH)[9]
- Naturschutzgebiet Bosco Sacro di Mergugno (CH)[10]
- Naturschutzgebiet Bolle von Magadino (CH)
- Nationalpark Val Grande
- Naturpark der Lagoni von Mercurago
- Naturpark des Monte Fenera
- Naturpark Alpe Veglia und Alpe Devero
- Naturpark Alta Valle Antrona
- Sondernaturschutzgebiet Fondo Toce
- Sondernaturschutzgebiet des Parks Burcina
- Sondernaturschutzgebiet der Bessa
- Sondernaturschutzgebiet des Sacro Monte di Varallo
- Sondernaturschutzgebiet der Sacro Monte di Oropa
- Sondernaturschutzgebiet der Sacro Monte d’Orta
- Sondernaturschutzgebiet der Sacro Monte di Ghiffa
- Sondernaturschutzgebiet der Sacro Monte di Domodossola
- Oasi Zegna
- Alta Valle Séssera